# Gipsoteca

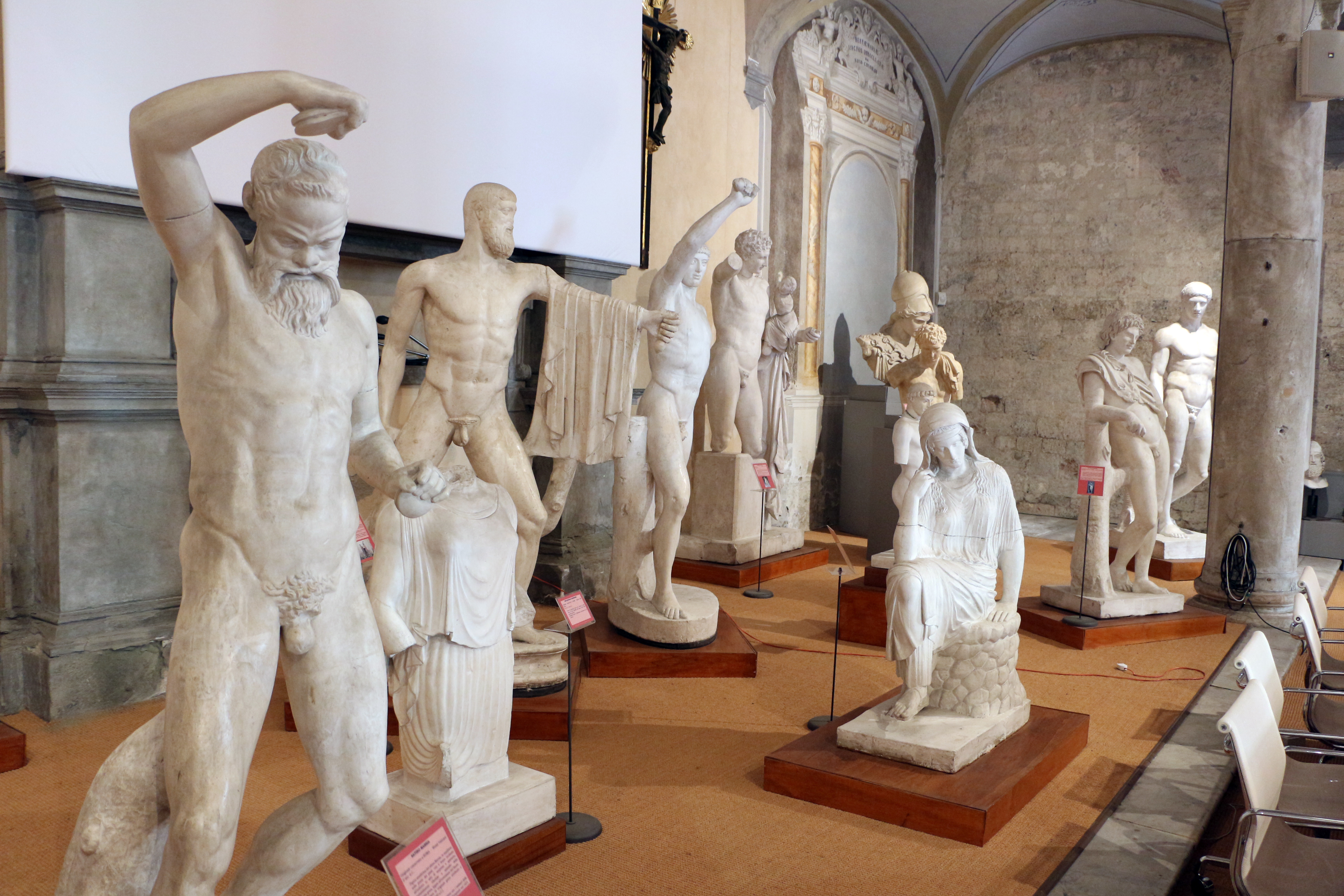
La gipsoteca dell'Università di Pisa

La gipsoteca è il luogo dove vengono conservate le riproduzioni in gesso (in greco antico gypsos significa "gesso") di statue in bronzo, marmo e terracotta.
A volte viene indicata anche come calcoteca, dalla radice greca della parola chalkos, ossia "bronzo", per indicare il materiale delle opere riprodotte.
La più grande raccolta di gessi esistente in Italia è il Museo dell'Arte Classica dell'Università "La Sapienza" di Roma.
La Gipsoteca canoviana di Possagno conserva invece gessi originali e calchi di opere di Antonio Canova. Altra gipsoteca permanente dei bozzetti preparatori delle opere dello scultore Michele Tripisciano oltre ad opere di Giuseppe Frattallone è presente a Caltanissetta nel Palazzo Moncada.